# Вокзал Хайдарпаша
Хайдарпаша (тур. Haydarpaşa Garı) — железнодорожный вокзал на азиатской стороне Стамбула. Построен в 1906—1908 годах как начальный пункт железной дороги Стамбул — Багдад. Вокзал обслуживает азиатские пригороды Стамбула и всю восточную часть Турции вплоть до границ с Арменией, Ираном и Сирией.
Проект вокзала был выполнен немецкими архитекторами Отто Риттером (Otto Ritter) и Гельмутом Куно (Helmuth Cuno). Главное здание вокзала построено на искусственном полуострове, выдающемся в море. Непосредственно от подножия вокзала отходят паромы в другие части города.
28 ноября 2010 года на вокзале Хайдарпаша случился пожар. Согласно информации агентства Рейтер, пожар вспыхнул в то время, когда на крыше здания вокзала проводились ремонтные работы.
В 2013 году вокзал был закрыт с целью постройки скоростных железнодорожных путей, предназначенных для сообщения со столицей Турции Анкарой. В 2018 году во время археологических раскопок под эгидой Стамбульского директората археологических музеев под старыми железнодорожными путями были обнаружены останки прибрежного города эпохи Византийской империи.

## Галерея
- Интерьер зала в вокзале Хайдарпаша
- Вокзал Хайдарпаша
- Междугородные поезда на станции Хайдарпаша в 2012 году.
- Вокзал Хайдарпаша после пожара, разрушившего его крышу в 2010 году
- Вокзал Хайдарпаша в 2014 году
- Вокзал Хайдарпаша и мыс Серальо сзади.
- Близлежащий кампус Хайдарпаша Университета Мармара, изначально построенный как Императорская медицинская школа и спроектированный Александром Валлори и Раймондо Д’Аронко.
- Раскопки вокзала Хайдарпаша в 2022 году